# Dmitry Poloz
Dmitry Dmitriyevich Poloz (Stavropol, 12 april 1991) is een Russisch voetballer die bij voorkeur als vleugelspeler speelt. Hij tekende in juli 2017 bij Zenit Sint-Petersburg. Poloz debuteerde in 2014 in het Russisch voetbalelftal.

## Clubcarrière
Poloz speelde in de jeugd van Dynamo Stavropol en Lokomotiv Moskou. In januari 2011 vertrok hij transfervrij naar FK Rostov. Op 17 maart 2012 debuteerde hij in de Premjer-Liga tegen Terek Grozny. In zijn eerste seizoen speelde de vleugelspeler zeven competitieduels. Op 7 december 2012 maakte hij zijn eerste competitietreffer tegen FK Krasnodar. Inmiddels speelde Poloz meer dan honderd competitieduels voor Rostov.

## Clubstatistieken
| Seizoen | Club                  | Competitie   | Competitie | Competitie | Beker | Beker | Internationaal | Internationaal | Totaal | Totaal |
| Seizoen | Club                  | Competitie   | Wed.       | Dlp.       | Wed.  | Dlp.  | Wed.           | Dlp.           | Wed.   | Dlp.   |
| ------- | --------------------- | ------------ | ---------- | ---------- | ----- | ----- | -------------- | -------------- | ------ | ------ |
| 2009    | Lokomotiv Moskou      | Premjer-Liga | 0          | 0          | 1     | 0     | —              | —              | 1      | 0      |
| 2010    | Lokomotiv Moskou      | Premjer-Liga | 0          | 0          | 0     | 0     | 0              | 0              | 0      | 0      |
| 2011/12 | Lokomotiv Moskou      | Premjer-Liga | 0          | 0          | 0     | 0     | 0              | 0              | 0      | 0      |
| 2011/12 | FK Rostov             | Premjer-Liga | 7          | 0          | 1     | 0     | —              | —              | 8      | 0      |
| 2012/13 | FK Rostov             | Premjer-Liga | 17         | 3          | 3     | 0     | —              | —              | 20     | 3      |
| 2013/14 | FK Rostov             | Premjer-Liga | 27         | 1          | 3     | 0     | —              | —              | 30     | 1      |
| 2014/15 | FK Rostov             | Premjer-Liga | 20         | 4          | 1     | 0     | 2              | 0              | 23     | 4      |
| 2015/16 | FK Rostov             | Premjer-Liga | 30         | 7          | 0     | 0     | —              | —              | 30     | 7      |
| 2016/17 | FK Rostov             | Premjer-Liga | 26         | 7          | 0     | 0     | 14             | 7              | 40     | 14     |
| 2017/18 | Zenit Sint-Petersburg | Premjer-Liga | 19         | 1          | 1     | 1     | 11             | 1              | 31     | 3      |
| Totaal  | Totaal                | Totaal       | 146        | 23         | 10    | 1     | 27             | 8              | 183    | 32     |

Bijgewerkt tot en met het seizoen 2016/17

## Interlandcarrière
Op 3 september 2014 debuteerde Poloz voor Rusland tegen Azerbeidzjan. Hij begon in de basiself en werd na 76 minuten vervangen door Aleksandr Samedov. Op 12 oktober 2014 speelde hij zijn tweede interland in de EK-kwalificatiewedstrijd tegen Moldavië. Poloz nam in juni 2017 met gastland Rusland deel aan de FIFA Confederations Cup 2017, waar het in de groepsfase werd uitgeschakeld.